# Heinrich Wilhelm Brandes
Heinrich Wilhelm Brandes (27 de julio de 1777 - 17 de mayo de 1834) fue un físico, meteorólogo y astrónomo alemán, iniciador de la meteorología sinóptica. 

## Semblanza
Brandes nació en 1777 en Groden, cerca de Ritzebüttel (un antiguo exclave de la Ciudad Imperial Libre de Hamburgo, hoy en Cuxhaven), siendo el tercer hijo de Albert Georg Brandes, un predicador. Estudió en la Universidad de Gotinga de 1796 a 1798 con Abraham Gotthelf Kastner y Georg Christoph Lichtenberg. En esta universidad fue compañero de estudios de Carl Friedrich Gauss. Obtuvo su doctorado en 1800, tras lo que dedicó un corto periodo a la enseñanza en privado. 
Como astrónomo, destacó por demostrar que los meteoritos atraviesan la atmósfera superior, y que por lo tanto, no son realmente un fenómeno meteorológico.
De 1801 a 1811 se dedicó al diseño de diques en el río Weser en Eckwarden, en Butjadingen y en el Ducado de Oldemburgo, y más adelante ejerció como inspector de los diques de la orilla inferior derecha del Weser. 
En 1811 se convirtió en profesor de matemáticas en la recién creada Universidad de Breslau, fusión de dos colegios de Wrocław, y en 1826 obtuvo la cátedra de física en la Universidad de Leipzig. 
Tenía una gama muy amplia de actividades, escribiendo una considerable cantidad de libros de texto de matemáticas, y publicando en 1820 las primeras tablas meteorológicas en Beiträgen zur Witterungskunde ("Contribuciones a la meteorología"). Por esta aportación pionera se le considera uno de los fundadores de la meteorología sinóptica. En 1824 desarrolló un nuevo método para calcular la constante de Euler numéricamente. Murió el 17 de mayo de 1834 en Leipzig y fue enterrado en el Alter Johannisfriedhof.

## Publicaciones
- Versuche, die Entfernung, die Geschwindigkeit und die Bahnen der Sternschnuppen zu bestimmen ("Intentos para determinar la distancia, la velocidad y el curso de los meteoritos") (con Johann Friedrich Benzenberg; 1800)
- Die vornehmsten Lehren der Astronomie in Briefen an eine Freundin dargestellt ("Principales teorías de la astronomía, descritas en cartas a un amigo") (4 vols, 1811–16)
- Untersuchungen über den mittleren Gang der Wärmeänderungen durchs ganze Jahr; über gleichzeitige Witterungs - Ereignisse in weit voneinander entfernten Weltgegenden; über die Formen der Wolken, die Entstehung des Regens und der Stürme; und über andere Gegenstände der Witterungskunde ("Meteorología") (Leipzig: Barth, 1820)